# Palmerston (Nieuw-Zeeland)
Palmerston is een stad op het Zuidereiland van Nieuw-Zeeland in de regio Otago, en ligt 50 km ten noorden van Dunedin. Het is de grootste stad in East Otago, en ontwikkelde zich rondom een kruispunt van twee grote wegen: de State Highway 1 die Dunedin met Oamaru en Christchurch verbindt, en Provincial Highway 85, lokaal ook wel de Pigroot, die het binnenland ingaat, en de hoofdverkeersader van het Maniototo-plateau wordt.
Palmerston ligt aan de rivier de Shag, op vijf kilometer van de Stille Oceaan. tussen de stad en de zee ligt de heuvel Puketapu, met een monument aan de 19e-eeuwse politicus John McKenzie.
Er is nog weleens verwarring tussen Palmerston en Palmerston North op het Noordereiland. De stad in Otago kreeg zijn naam eerder, namelijk in 1862, terwijl de stad op het Noordereiland pas in 1871 de naam kreeg toegewezen. Beide steden zijn vernoemd naar de derde burggraaf van Palmerston en premier van Groot-Brittannië, Henry John Temple.